# Zuzana Berešová
Zuzana Berešová (* 23. února 1980 Pavlovce nad Uhom) je slovenská klavírní virtuoska. V současnosti působí v komorním souboru Československé komorní duo, které založila spolu s českým houslovým virtuosem Pavlem Burdychem v roce 2004.

## Studium
Studovala hru na klavír na konzervatoři v Košicích, na Vysoké škole múzických umění v Bratislavě (2000–2003, titul: Bc.) u Stanislava Zamborského a na Hudební fakultě Janáčkovy akademie múzických umění v Brně (2003–2005, titul: MgA.) u Jiřího Skovajsy a Jaroslava Smýkala. V roce 2016 obhájila disertační práci Interpret a mladé publikum v kontextu esteticko-recepční zkušenosti na počátku 21. století na Katedře hudební výchovy Pedagogické fakulty Univerzity Palackého v Olomouci (titul: Ph.D.).

### Publikační činnost
- BEREŠOVÁ, Zuzana – BURDYCH, Pavel. Czechoslovak Chamber Duo Archivováno 9. 4. 2020 na Wayback Machine. [zvukový záznam na CD]. Prague: Radioservis, 2012. Obsahuje Sonátu g moll, op.12 Mikuláše SCHNEIDERA-TRNAVSKÉHO, Sonátu Rosenberg Petra MACHAJDÍKA a Sonátu F dur, op.57 Antonína DVOŘÁKA. Č. výrobní matrice CR0591-2 Radioservis.

- BEREŠOVÁ, Zuzana. Tvorba bardejovského rodáka Bélu Kélera z pohľadu muzikológov a interpretov 21.storočia: Historický aspekt a revízia hudobného obrazu Bélu Kélera Noc v Benátkach. Příspěvek ve sborníku. Prešov: Filozofická fakulta Prešovskej univerzity v Prešove: 2013. s. 110–120. [[Špeciálne:KnižnéZdroje/9788055509976|ISBN 978-80-555-0997-6]].
- BEREŠOVÁ, Zuzana. Musica et educatio IV.: Interpret a publikum v kontexte esteticko-recepčnej skúsenosti na začiatku 21. storočia. Příspěvek ve sborníku. Ružomberok: Verbum: 2013. s. 92–96. [[Špeciálne:KnižnéZdroje/9788056100189|ISBN 978-80-561-0018-9]]
- BEREŠOVÁ, Zuzana. Amadeus Brno 2013. Recenze. Brno: Opus Musicum 2/2013. s.71–74. ISSN 0862-8505.

- BEREŠOVÁ, Zuzana. Musica et educatio V.: Tvůrčí prostředí hudebního interpreta a jeho psychologické důsledky. Příspěvek ve sborníku. Ružomberok: Verbum: 2014. s. 219–224. ISBN 978-80-561-0129-2.

- BEREŠOVÁ, Zuzana. Teorie a praxe hudební výchovy III.: Autogenéza interpreta pri výbere hudobného diela. Príspevok v zborníku. Příspěvek ve sborníku. Praha: Univerzita Karlova v Praze: 2014. s. 60–65. ISBN 978-80-7290-724-3.
- BEREŠOVÁ, Zuzana. Karol Medňanský (ed.): Tvorba bardejovského rodáka Bélu Kélera z pohľadu muzikologóv a interpretov 21. storočia[nedostupný zdroj]. Opus musicum. 2014, 46(6), 107–110. ISSN 0862-8505.
- BEREŠOVÁ, Zuzana. Ars et educatio I.: Výzkum preferencí hudebních děl z uceleného koncertního programu u žáků 6. a 7. ročníků základních škol v Česku a na Slovensku. Příspěvek ve sborníku. Ružomberok: Verbum: 2015. s. 17–24. [[Špeciálne:KnižnéZdroje/9788056102404|ISBN 978-80-561-0240-4]].
- BEREŠOVÁ, Zuzana. Interpret a mladé publikum v kontextu esteticko-recepční zkušenosti na počátku 21. století. Olomouc, 2016. Disertační práce. Univerzita Palackého v Olomouci. Pedagogická fakulta. Katedra hudební výchovy

- BEREŠOVÁ, Zuzana – BURDYCH, Pavel. Valčíky pre husle a klavír / Walzer für Violine und Klavier Archivováno 9. 4. 2020 na Wayback Machine. [zvukový záznam na CD]. Bardejov: Videorohaľ, 2016. Obsahuje valčíky Deutsches Gemüthsleben, op.88, Am schönen Rhein gedenk ich Dein, op.83, Unter Italiens blauem Himmel, Die letzten Glückstunden, op.100, Vom Rhein zur Donau, op.138 a Österreich-Ungarn Walzer Bély KÉLERA. Č. výrobnej matrice VR222-2-731 Videorohaľ.

- BEREŠOVÁ, Zuzana – BURDYCH, Pavel. Chamber music for violin and piano Archivováno 9. 4. 2020 na Wayback Machine.. [zvukový záznam na CD]. Bratislava: Slovan Art, 2016. Obsahuje Sonatine Nr. 3 D-Dur, Thema und 13 Variationen, Sonate Nr. 5 f-Moll, Armenische Lieder aus Garin, Marsch F-Dur, Doppelmarsch G-Dur, Compliment, Talisman a Souvenir Ladislava KUPKOVIČE. Č. výrobní matrice DK0167-2131 Diskant.